# 三河鐵道
三河鐵道株式會社（日语：／）是曾經存在的鐵路公司，總部位於愛知縣。在1941年被名古屋鐵道合併。
此條目將同時記載於1927年，被三河鐵道合併的鐵路公司「岡崎電氣軌道株式會社」（日语：／）。

## 歷史
在1910年11月，來自刈谷的代表三浦逸平，連同來自刈谷有影響力的人大野介藏、太田平右衛門、高野松次郎，以及大阪才賀電機商會才賀藤吉，一共31個發起人成立碧海輕便鐵道，並向政府申請建設鐵路線。從大濱町出發，途經高濱町，連接東海道線的刈谷站和碧海郡役所所在地知立町（軌距：762mm，動力：蒸氣）。在1911年7月取得建設許可。
另外在1911年3月，才賀、井上德三郎和三浦逸平投入資本額36萬日圓成立了知舉輕便鐵道（軌距：762mm，動力：蒸氣）。隨後於同年8月取得知立至舉母（豐田市）之間的敷設鐵路許可。
由於建設鐵路的合理性而決定把兩間公司合併是一個妥當的做法，便於1912年5月舉行創立大會，把公司名稱命名為三河鐵道，軌距由762mm變為1067mm，武山勘七擔任社長，並同意資本額定為50萬日圓。
在1913年1月開始動工興建鐵路，首先興建的區間是刈谷至大濱港之間，可是由於經濟衰退，加上股東們對管理層不滿，使武山勘七辭去社長一職，由久保扶桑接任。在1914年2月，刈谷新站至大濱港站之間開業。在1915年10月，刈谷新站至知立站（即現在的三河知立站）之間開業，使舊碧海輕便鐵道區間全線開通。可是在這段期間，久保在1914年9月去世，加上公司業績不佳，使所有高層人員辭職。在這個困境下，股東們要求在三河鐵道成立以來已經是股東之一的神谷傳兵衛就任社長，最後於1916年4月，神谷傳兵衛正式就任社長。
在1916年11月參行了臨時股東大會。在大會中，股東們同意把路線延長至越戶，並把資本額提升至125萬日圓。隨後，神谷走訪沿線町村以招募股票，過程十分順利。使路線在1920年7月延伸至土橋，同年中延伸至舉母站，在1922年1月延伸至越戶站。在路線開通後不久，公司再出現了財務狀況，而神谷於4月去世。而社長這個職任一直懸空一段時間，東京渡邊銀行的渡邊勝三郎被任命為常務董事。在1924年2月，公司增加資金至525萬日圓，同時把路線向北延伸至足助町，向南延伸至蒲郡町，以及把鐵路線電氣化。在1926年11月，第2代神谷傳兵衛就任社長，常務董事由專門經營電氣化鐵路的伊那電氣鐵道社長伊原五郎兵衛擔任。在1926年9月，路線延伸至神谷傳兵衛的出身地松木島，為了紀念神谷對公司的成就，因此該處的車站名稱定為神谷。在1928年，路線延長至三河吉田站（現時：吉良吉田站），在1929年延伸至三河鳥羽站，在1936年延伸至蒲郡站。
另一方面在1927年7月，三河鐵道收購岡崎電氣軌道，使三河鐵道業務擴展至岡崎，公司資本增至625萬日圓。可是在當時三河鐵道由於投入許多資金在路線延伸和鐵路電氣化，使背負大量債務，再加上經濟衰退，使公司業務出現困境。
為此，三河鐵道計劃與愛知電氣鐵道（愛電）進行合併，並請求東邦電力進行調解。在1930年4月簽署了合併協議，但是當愛電的會計發現三河鐵道的財務出現偽造帳目和並記錄利潤時出現了一個重大問題，愛電宣布取消合併協議。陷入困境的神谷提出透過自己的資金以解決偽造帳目問題，但是愛電的藍川清成拒絕這個解決方案。在1931年6月的股東大會中決定取消合併計劃。
而上述提及的偽造帳目中，當中挪用新三河鐵道的貸款以投資三河鐵道。在1929年，日本興業銀行向新三河鉄道融資40萬日圓，當中20萬日圓轉給三河鐵道。後來10萬日圓能夠歸還，但是另外的10萬日圓不能還款。因此在1931年，興銀派遣半田貢和鈴木均平出任董事，而三河鐵道也由銀行管理。在1934年7月，公司資金減少1/4至468萬7500日圓。

### 年表

#### 三河鐵道
- 1911年（明治44年）
  - 7月18日 - 碧海輕便鐵道獲得鐵路建設許可（知立至大濱之間）[5]。
  - 8月5日 - 知舉輕便鐵道獲得鐵路建設許可（知立至舉母之間）[7]。
- 1912年（明治45年）5月30日 - 三河鐵道成立[22][23]。
- 1914年（大正3年）
  - 2月5日 - 刈谷新站至大濱港站（現時：碧南站）之間開業[24]。
  - 9月4日 - 三河鐵道取得鐵路建設許可（西加茂郡舉母町至同郡猿投村（日语：猿投町）之間）[25]。
- 1915年（大正4年）
  - 8月17日 - 新川町站至新川口站之間（新川口支線）開業（只作貨運用途）[26]。
  - 10月28日 - 知立站（現時：三河知立站）至刈谷新站之間開業[27]。
  - 11月29日 - 大濱港站至大濱口站之間（大濱口支線）開業[28]。
- 1920年（大正9年）
  - 7月5日 - 知立站（現時：三河知立站）至土橋站之間開業[29]。
  - 8月31日 - 土橋站至上舉母站之間開業[30]。
  - 11月1日 - 上舉母站至舉母站（現時：豐田市站）之間開業[31]。
  - 12月2日 - 三河鐵道取得鐵路建設許可（碧海郡大濱町至寶飯郡蒲郡町之間）[32]
- 1921年（大正10年）11月2日 - 三河鐵道取得鐵路建設許可（西加茂郡猿投村至東加茂郡足助町間）[33]
- 1922年（大正11年）1月17日 - 舉母站至越戶站之間開業[34]。
- 1924年（大正13年）10月31日 - 越戶站至猿投站之間開業[35]。
- 1926年（大正15年）
  - 2月5日 - 大濱港站至猿投站之間電氣化[22]。
  - 9月1日 - 大濱港站至神谷站（後來名為松木島站）之間開業。大濱口支線的距離縮短0.1英里（約160米）[36]。
- 1927年（昭和2年）
  - 1月18日 - 與岡崎電氣軌道簽署合併協議[37][注釋 5]。
  - 2月15日 - 股東大會批准該合併[38][39]。
  - 2月16日 - 在債權人保護程序公告中提及此合併[38][注釋 6]。
  - 6月1日 - 鐵道省批准此合併[14][40]。
  - 7月19日 - 正式與岡崎電氣軌道[14]（7月30日登記[39][注釋 7]）。
  - 8月26日 - 猿投站至枝下站之間開業[41]。
  - 9月17日 - 枝下站至三河廣瀨站之間開業[42]。
  - 12月27日 - 尾三鐵道碧海郡明治村（日语：明治村 (愛知県碧海郡)）至碧海郡高濱町的鐵路建許許可轉讓給三河鐵道[43][40]。
- 1928年（昭和3年）
  - 1月22日 - 三河廣瀨站至西中金站之間開業[44]。
  - 8月25日 - 神谷站至三河吉田站（現時：吉良吉田站）之間開業[45]。
- 1929年（昭和4年）
  - 8月11日 - 三河吉田站至三河鳥羽站之間開業[46]。
  - 12月18日 -  三河岩脇站至上舉母站之間開業[47]。當初該路區間為電氣化鐵路（1500V）。而同日大樹寺至三河岩脇之間的架空電纜電壓由600V升至1500V。三河岩脇至門立之間的電壓繼續維持600V。
- 1931年（昭和6年）
  - 7月3日 -  三河鐵道取得鐵路建設許可（碧海郡上鄉村至西加茂郡舉母町）[48]
  - 8月15日 三河鐵道的鐵路建設許可被取消（額田郡岩津町（日语：岩津町）門立至東加茂郡松平村（日语：松平町）九久平間，理由：在建設指定期限內未能完工）[49][注釋 8]。
- 1934年（昭和9年） - 岡崎線上舉母至岡崎站前之間開始設有直通汽油列車行走（在昭和9年7月30日批准該路段可使用汽油作為列車燃料）[50]。
- 1935年（昭和10年）7月3日 -  鐵路建設許可失效（碧海郡上鄉村至西加茂郡舉母町）[51]
- 1936年（昭和11年）
  - 7月24日 - 三河鳥羽站至三河鹿島站之間開業[52]（三河鳥羽站以東為非電氣化區間）。
  - 11月10日 - 三河鹿島站至蒲郡站之間開業[53]。
- 1937年（昭和12年）12月16日 - 新三河鐵道（日语：新三河鉄道）轉讓西加茂郡舉母町至名古屋市昭和區廣路町（日语：広路町 (名古屋市)）的鐵路建設許可[54][注釋 9]。
- 1938年（昭和13年）5月1日 - 門立支線暫停營業[4]。
- 1939年（昭和14年）10月3日 - 廢除門立支線[55]。
- 1941年（昭和16年）
  - 6月1日 - 名古屋鐵道與三河鐵道合併[56]。
  - 由於汽油管制下，汽油列車不再行走1500V線區和600V線區。

#### 岡崎電氣軌道
- 1898年（明治31年）
  - 2月14日 - 「岡崎馬車鐵道」成立[4]。
  - 12月28日 - 舉行開通儀式[4][57]
- 1899年（明治32年）1月1日 - 岡崎停車場（後來為岡崎站前）至明大寺之間開業[58][59][注釋 10]。該段軌距為762mm和單線。
- 1907年（明治40年）6月22日 - 路線延伸至康生町[4]。
- 1911年（明治44年）10月2日 - 公司計劃把鐵路電氣化，公司名稱改為岡崎電氣軌道[60]。
- 1912年（大正元年）8月31日 - 鐵路電氣化。同時軌距改為1067mm[4]。
- 1921年（大正10年）8月10日 - 取得軌道建設許可（岡崎市康生町至同市井田町之間）[61]。
- 1922年（大正11年）
  - 4月20日 取得鐵路建設許可（岡崎市井田町至東加茂郡松平村之間）[62]。
  - 岡崎停車場至殿橋（後來名為岡崎殿橋）之間雙線化。
- 1923年（大正12年）9月8日 - 康生町站至岡崎井田站之間開通[63]。
- 1924年（大正13年）12月27日 岡崎井田站至大樹寺站至門立站之間開通[64]。
- 1926年（大正15年）9月29日 取得鐵路建設許可（額田郡岩津村至西加茂郡舉母村之間）[65]。
- 1927年（昭和2年）7月19日 - 合併至三河鐵道（公司實際在7月29日解散[39]）。

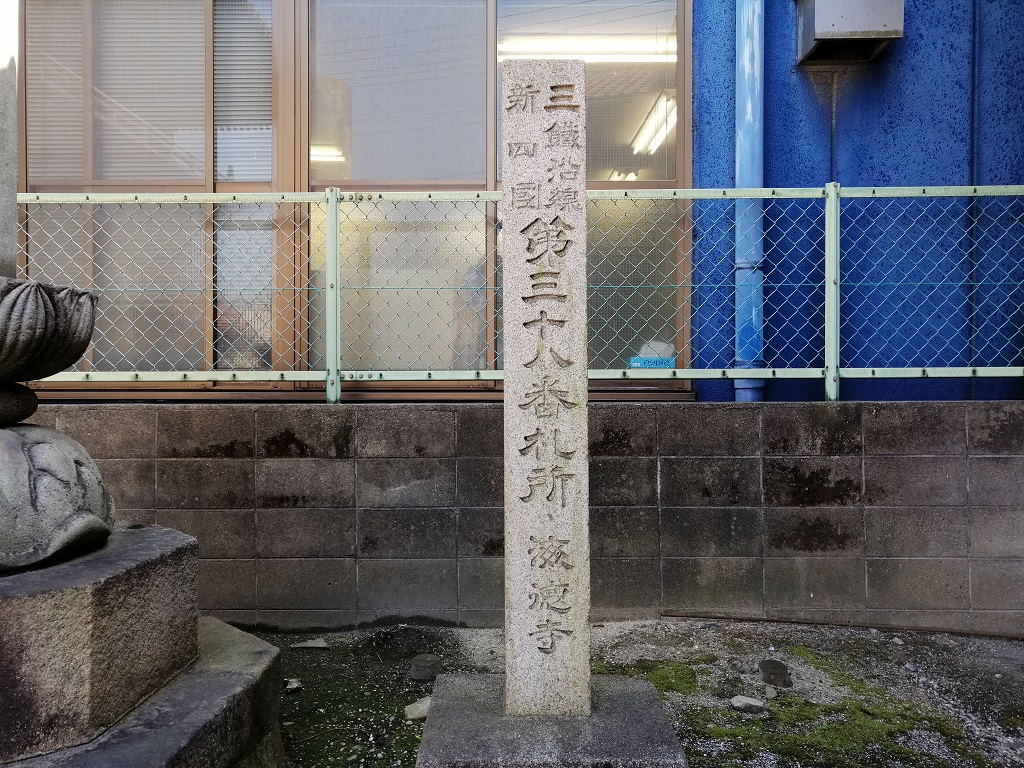
在海德寺 (碧南市)（日语：海徳寺 (碧南市)）的一條石柱中刻上「三鐵沿線」

## 路線列表

路線圖

三河鐵道擁有兩條鐵路線，分別為行走於碧海西部和向南北延伸的三河本線，以及連接舉母和岡崎的岡崎線。前者在開業當初只會稱該線為三河鐵道線或三河線。當岡崎電軌合併後，岡崎電軌的路線被名為岡崎線之際，原本的「三河鐵道線」便被名為「三河本線」、「本線」。
岡崎線在岡崎井田站以南路段是軌道線（以軌道法經營），以北路段是鐵路線（以地方鐵道法經營）。在廣義上，岡崎線是指兩個路段，但是狹義上只指鐵路線區間，又或者是指在以實際運作上的邊界站大樹寺站以北區間。而路面電車區間會被稱為「軌道線」、「市內線」和「岡崎市內線」。
擁有路線
- 三河本線（→名鐵三河線、名鐵蒲郡線）
  - 本線： 蒲郡站 - 西中金站 81.7 km
  - 新川臨港線：新川町站 - 新川口站 0.6 km
  - 大濱臨港線：大濱港站 - 大濱口站 0.3 km
- 岡崎線
  - 鐵路線區間：上舉母站 - 岡崎井田站 11.4 km（→名鐵舉母線）
  - 軌道線區間：岡崎站前站 - 岡崎井田站 5.9 km（→名鐵岡崎市內線）

廢除路線
- 門立支線：三河岩脇站 - 門立站 1.5 km … 1938年（昭和13年）5月1日暫停營業，1939年（昭和14年）10月3日廢除

## 車輛

### 1500V線區
以下車輛會行走三河本線三河鳥羽至西中金之間，以及岡崎線上舉母至大樹寺之間：
- De100形/KuHa50形/KuHaハ60形電動列車（日语：三河鉄道デ100形電車）
- De200形電動列車（日语：三河鉄道デ200形電車） - 從伊那電氣鐵道（日语：伊那電気鉄道）購入
- De300形電動列車（日语：三河鉄道デ300形電車）
- De400形電動列車（日语：三河鉄道デ400形電車）
- SaHa21號/De150形電動列車（日语：三河鉄道デ150形電車） - 從筑波鐵道（日语：筑波鉄道 (初代)）購入
- SaHaFu31號電動列車（日语：三河鉄道デ150形電車） - 從筑波鐵道購入
- SaHaFu35號/36號電動列車（日语：三河鉄道サハフ35号電車） - 從鐵道省購入
- SaHaFu41號電動列車（日语：三河鉄道サハフ41号電車） - 從鐵道省購入
- 岡崎電氣軌道200形電動列車（日语：岡崎電気軌道200形電車） - 從岡崎電氣軌道繼承
- Ki10形電力機車（日语：三河鉄道キ10形電気機関車） - 當中1輛從一畑電氣鐵道購入

### 600V線區
以下車輛會行走岡崎線岡崎站前至大樹寺之間：
- 木造兩軸車輛（日语：岡崎電気軌道の木造単車）（1-12） - 從岡崎電氣軌道繼承
- 100形電動列車（日语：岡崎電気軌道100形電車） - 從岡崎電氣軌道繼承
- 200形電動列車（日语：岡崎電気軌道200形電車） - 從岡崎電氣軌道繼承
- DeWa1形電動列車（日语：三河鉄道デワ1形電車）
- 灑水車 - 從岡崎電氣軌道繼承，參見名鐵Mi1形電動列車（日语：名鉄ミ1形電車）

### 非電氣化線區
以下車輛會行走三河本線蒲郡至三河鳥羽之間：
- Ki10形柴油列車（日语：三河鉄道キ10形気動車） - 在非電氣化線區開業至1936年前，列車會直通至1500V線區和600V線區。
- Ki50形柴油列車（日语：三河鉄道キ50形気動車）
- Ki80形柴油列車（日语：三河鉄道キ80形気動車）
- 709號蒸氣機車（日语：国鉄400形蒸気機関車） - 從鐵道省購入

### 在名鐵合併前已經廢除的車型
由於三河鐵道在1926年至1936年之間，暫時沒有非電氣化線區。因此在三河本線大濱港至猿投之間電氣化前，於該段行走的蒸氣機車、客車和蒸氣列車一度被廢除。
- 120號/122號蒸氣機車（日语：国鉄120形蒸気機関車） - 從鐵道院購入
- 1104號/1109號/1270號蒸氣機車（日语：国鉄1100形蒸気機関車） - 從鐵道院和秩父鐵道購入
- 1號/4號蒸氣機車（日语：国鉄1350形蒸気機関車） - 從大阪高野鐵道（日语：大阪高野鉄道）和秩父鐵道購入
- Ha20形/Ha30形/HaBu40形客車（日语：甲武鉄道の電車） - 從甲武鐵道購入
- 101號蒸氣列車 - 參見日本柴油列車史（日语：日本の気動車史）

## 車輛基地
- 刈谷車庫（日语：名古屋鉄道刈谷工場） - 1500V線區
- 岡崎車庫（日语：岡崎車庫） - 600V線區
- 西浦車庫（日语：西浦車庫） - 非電化線區

## 注腳

### 網站
- . 名古屋鉄道.   [2019-09-05]. （原始内容存档于2019-04-20） （日语）.
- . 名古屋鉄道.   [2019-09-05]. （原始内容存档于2021-09-18） （日语）.
- . 名古屋鉄道.   [2019-09-05]. （原始内容存档于2021-09-17） （日语）.
- (PDF). 名古屋鉄道. 2015-10-15  [2019-09-05]. （原始内容存档 (PDF)于2024-02-19） （日语）.

### 書籍
- 名古屋鉄道（編）. . 名古屋鐵道. 1961 （日语）.
- 名古屋鉄道（編）. . 名古屋鐵道. 1994 （日语）.
- 宮脇俊三. . 日本交通公社出版事業局. 1996 （日语）.
- 日本路面電車同好会名古屋支部. . 蜻蜓出版. 1999 （日语）.
- 徳田耕一. . JTB. 2001 （日语）.
- 藤井建. . Neko出版. 2003 （日语）.
- 鉄道ピクトリアル別冊. 鉄道ピクトリアルアーカイブスセレクション ; 30. . 電氣車研究會鐵道圖書刊行會. 2015 （日语）.
- 清水武・田中義人. . Alpha Beta Books. 2019 （日语）.